# Øyer
Øyer este o comună situată în partea de sud a Norvegiei, în provincia Innlandet. Localitatea de reședință a comunei este Tingberg.
Se află cu cel mai înalt punct în Eldåhøgda[*], la 1.232,077 m. Are o suprafață de 639,92 km². Populația este de 5.161 locuitori, determinată în 1 ianuarie 2023, prin Folkeregisteret[*].